# Pogórze Wałbrzyskie

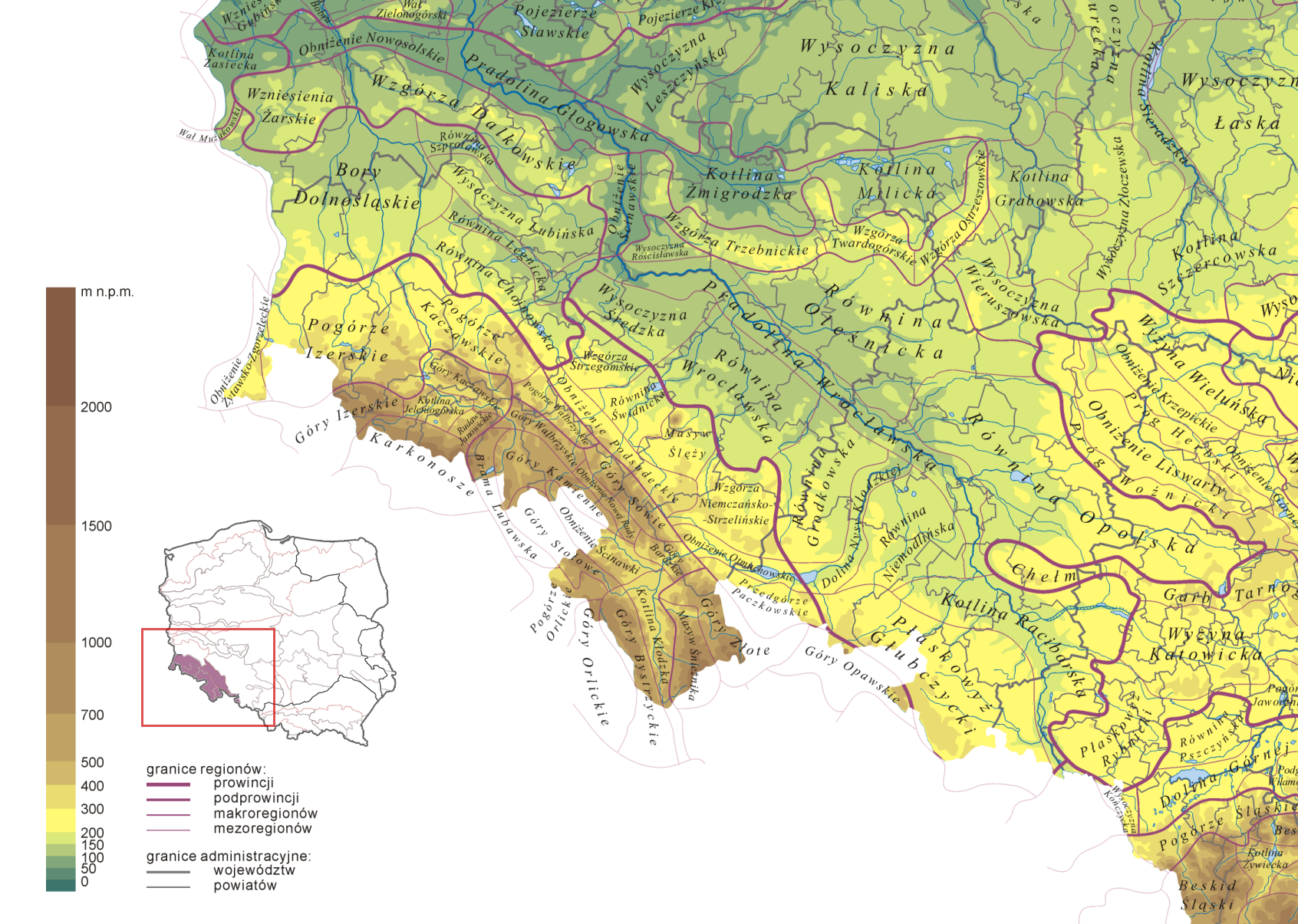
Regiony Kondrackiego-hipsometria, Sudety, Pogórze Wałbrzyskie

Pogórze Wałbrzyskie (także Bolkowsko-Wałbrzyskie, niem. Waldenburger Bergland, 332.28) – pogórze w południowo-zachodniej Polsce w województwie dolnośląskim. Według podziału fizycznogeograficznego Jerzego Kondrackiego mezoregion wchodzący w skład Pogórza Zachodniosudeckiego. Według klasyfikacji Wojciecha Walczaka jest najbardziej na północ wysuniętym fragmentem Sudetów Środkowych.

## Opis
Pogórze Wałbrzyskie (Bolkowsko-Wałbrzyskie) ciągnie się od Nysy Szalonej na północnym zachodzie po dolinę Bystrzycy (Obniżenie Górnej Bystrzycy) na południowym wschodzie. Nysa Szalona oddziela Pogórze Bolkowsko-Wałbrzyskie od Gór Kaczawskich i Pogórza Kaczawskiego w Sudetach Zachodnich. Dolina Bystrzycy jest wyraźną granicą między pogórzem a Górami Sowimi. Obszerny pofalowany teren rozciąga się na długości ok. 30 km i szerokości ok. 6 km, zajmując powierzchnię ok. 180 km². Za najwyższe wzniesienie pogórza uważany jest Sas (515 m n.p.m.) między Szczawnem-Zdrojem, a Strugą. Pogórze Wałbrzyskie opada w kierunku północno-wschodnim do Obniżenia Podsudeckiego wyraźnym uskokiem tektonicznym – tzw. sudeckim uskokiem brzeżnym, którego wysokość ponad przedgórze rośnie w miarę posuwania się na południowy wschód i stanowi charakterystyczną dominację krajobrazową. Krawędź tego progu rozcinają jarowe doliny Strzegomki i Pełcznicy. W obrębie Pogórza Wałbrzyskiego wyróżnia się cztery mikroregiony: Obniżenie Wolbromka, Pogórze Bolkowskie, Pogórze Świebodzickie, Kotlina Wałbrzyska.

## Krajobraz
Krajobraz Pogórza Wałbrzyskiego uwarunkowany jest budową i długą przeszłością geologiczną, przedstawia krajobraz wyżyn i niskich gór. Cały obszar jest pagórkowaty pofałdowany poprzecinany w kierunku północno-wschodnim korytami rzek. Jest to teren zaludniony, łagodny, poza nielicznymi wzniesieniami słabo porośnięty lasem. Większość obszaru zajmują pola uprawne. Krajobraz przeobrażony mocno zurbanizowany

## Wody
Pogórze Wałbrzyskie należy do dorzecza Odry największymi rzekami pogórza są Strzegomka i Nysa Szalona, lewostronne dopływy Odry. Pozostałe rzeki odwadniające pogórze są ich dopływami. Dla zabezpieczenia przed powodziami zbudowano zbiorniki retencyjne koło Dobromierza na Strzegomce.
W Szczawnie-Zdroju znajdują się źródła wód mineralnych.

## Komunikacja
Sieć komunikacyjna jest dobrze rozwinięta, co stworzyło dogodne warunki dla rozwoju gospodarczo-przemysłowego regionu. Przez Pogórze Wałbrzyskie przechodzi sieć dróg lokalnych i wojewódzkich w tym trzy o statusie europejskim oraz szlaki kolejowe. Kilka z nich pod koniec XX wieku zostało wyłączonych z eksploatacji.
Sieć dróg krajowych
- nr 5 – do przejścia granicznego Lubawka
- nr 35 – do przejścia granicznego Golińsk
- nr 34 E261 – od drogi krajowej do nr 35 w Świebodzicach do drogi krajowej do nr 5 w okolicy Dobromierza

Sieć dróg wojewódzkich
- nr 367 – od drogi krajowej krajowej nr 5 w Kamiennej Górze do drogi krajowej nr 35 w Wałbrzychu
- nr 376 – od drogi krajowej nr 35 w Wałbrzychu do drogi wojewódzkiej nr 367 w Jabłowie
- nr 375 – od drogi krajowej krajowej nr 5 w Dobromierzu do drogi wojewódzkiej nr 367 w Wałbrzychu

szlaki kolejowe
- Wrocław – Wałbrzych – Jelenia Góra
- Jawor – Bolków – Marciszów
- nieczynny Wałbrzych – Szczawno-Zdrój – Boguszów-Gorce

## Klimat
Położenie fizycznogeograficzne regionu oraz masyw gór od strony południowej sprawiają, że nad obszarem ścierają się różnorodne masy powietrzne, wpływające na kształtowanie się typów pogody, a w rezultacie tego na całokształt zjawisk atmosferycznych tego mezoregionu. Klimat jest umiarkowany, przejściowy, ciepły charakteryzujący się zmiennym stanem pogody. Pory roku są łatwo rozpoznawalne i wyznaczane przez przebieg temperatury: ciepła i wilgotna wiosna, ciepłe i często suche lato, chłodna i wilgotna jesień oraz zima z niewielkimi opadami śniegu. Zachmurzenie: średnie występuje w okresie jesienno – zimowym, najmniejsze w lecie. Opadom często towarzyszą gwałtowne burze z wyładowaniami.
- maksimum termiczne: lipiec–wrzesień, średnia temperatura ok. 20 °C
- minimum termiczne: styczeń–luty, średnia temperatura powietrza ok. −5 °C
- średnia temperatura roczna oscyluje w granicach 7 °C
- czas trwania zimy: do 14 tyg.
- okres wegetacyjny:
  - rozpoczyna się z początkiem kwietnia i trwa ponad 210 dni.
- lato termiczne:
  - ok. 8 tyg.
- opady roczne:
  - w granicach 600–700 mm
  - maksimum opadowe: lipiec
  - minimum opadowe: luty
- dominujące wiatry: południowo-zachodnie

## Flora i fauna
Średnia roczna temperatura, opady atmosferyczne występujące w różnych porach roku, rzeźba terenu, urozmaicona budowa geologiczna, zróżnicowane warunki klimatyczne, hydrograficzne oraz glebowe stwarzają dogodne warunki przyrodnicze dla świata roślin i zwierząt oraz rozwoju rolnictwa. Środowisko naturalne w znacznym stopniu zostało przekształcona pod wpływem działalności człowieka. Pogórze Wałbrzyskie jest obszarem głównie upraw rolnych i łąk, porozcinanych niewielkimi obszarami leśnymi. Charakterystyczną formacją roślinną pogórza są lasy liściaste i mieszane. Zbiorowiska roślinne, zwierząt i przyrody nieożywionej objętych ochroną, występują w południowej części pogórza i chronione są obszarami chronionego krajobrazu i indywidualnymi formami ochrony przyrody jakimi są pomniki przyrody czy użytki ekologiczne.

## Parki krajobrazowe i rezerwaty
Książański Park Krajobrazowy, rezerwat „Góra Choina”, rezerwat „Jeziorko Daisy”, rezerwat „Przełomy pod Książem”.

## Ludność
Okolice zamieszkuje ludność napływowa, po wojnie przybyli tu ludzie z centralnej Polski, przymusowi polscy wysiedleńcy z Kresów oraz ludzie powracający z emigracji z zachodniej Europy (głównie polscy górnicy pracujący we Francji (Masyw Centralny i okolice, Lille).

### Atrakcje turystyczne
- skalne wąwozy rzeki Pełcznicy i jej dopływu Szczawnika, nad którymi wznosi się zamek Książ
- Przełom Bystrzycy i Jezioro Bystrzyckie
- Park zdrojowy w Szczawnie-Zdroju
- ciekawe drzewa rosnące przy drodze od palmiarni do zamku Książ – dawnym szlaku Ułanów Legii Nadwiślańskiej
- Książański Park Krajobrazowy

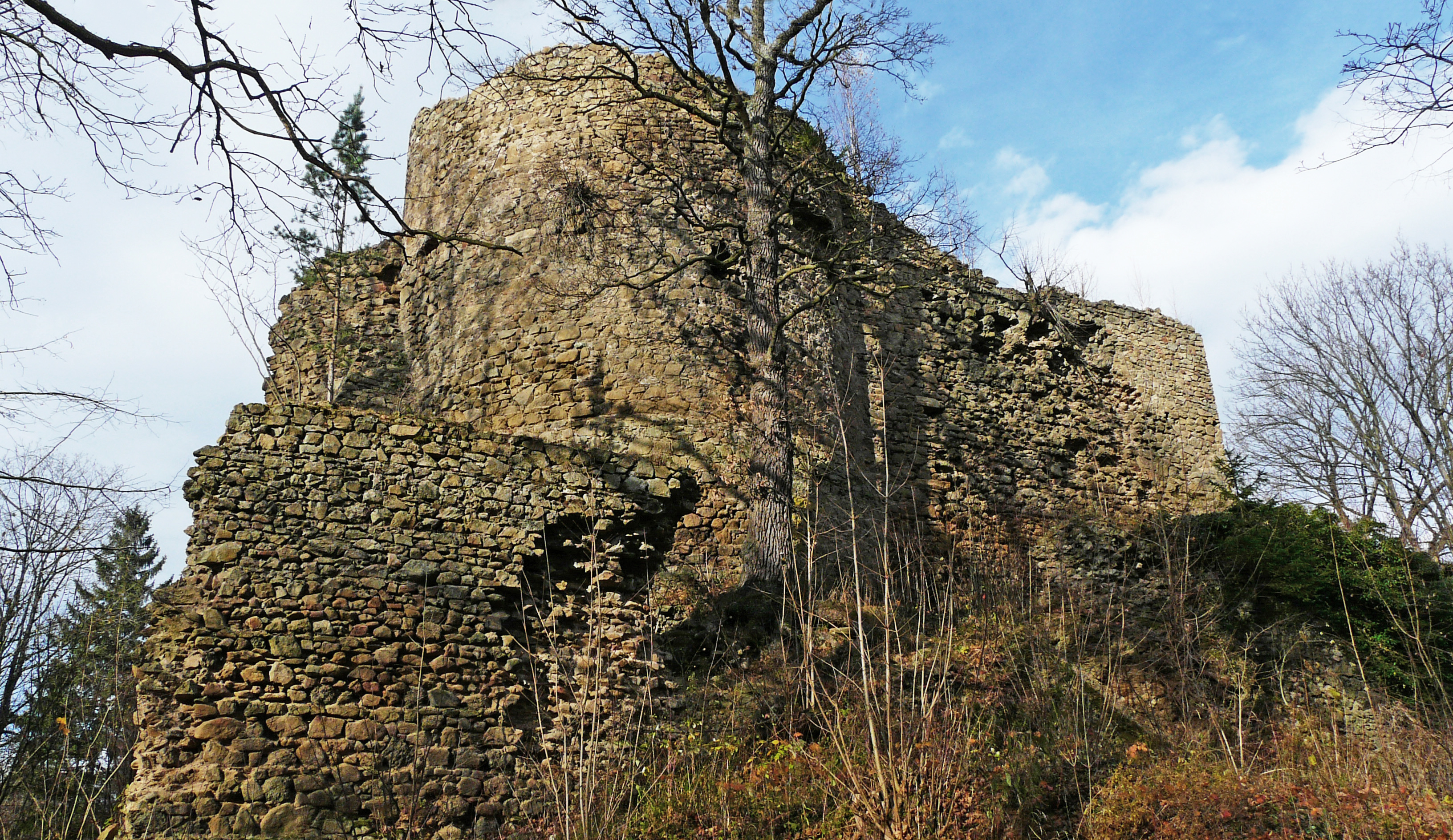
Zamek Cisy – ruiny

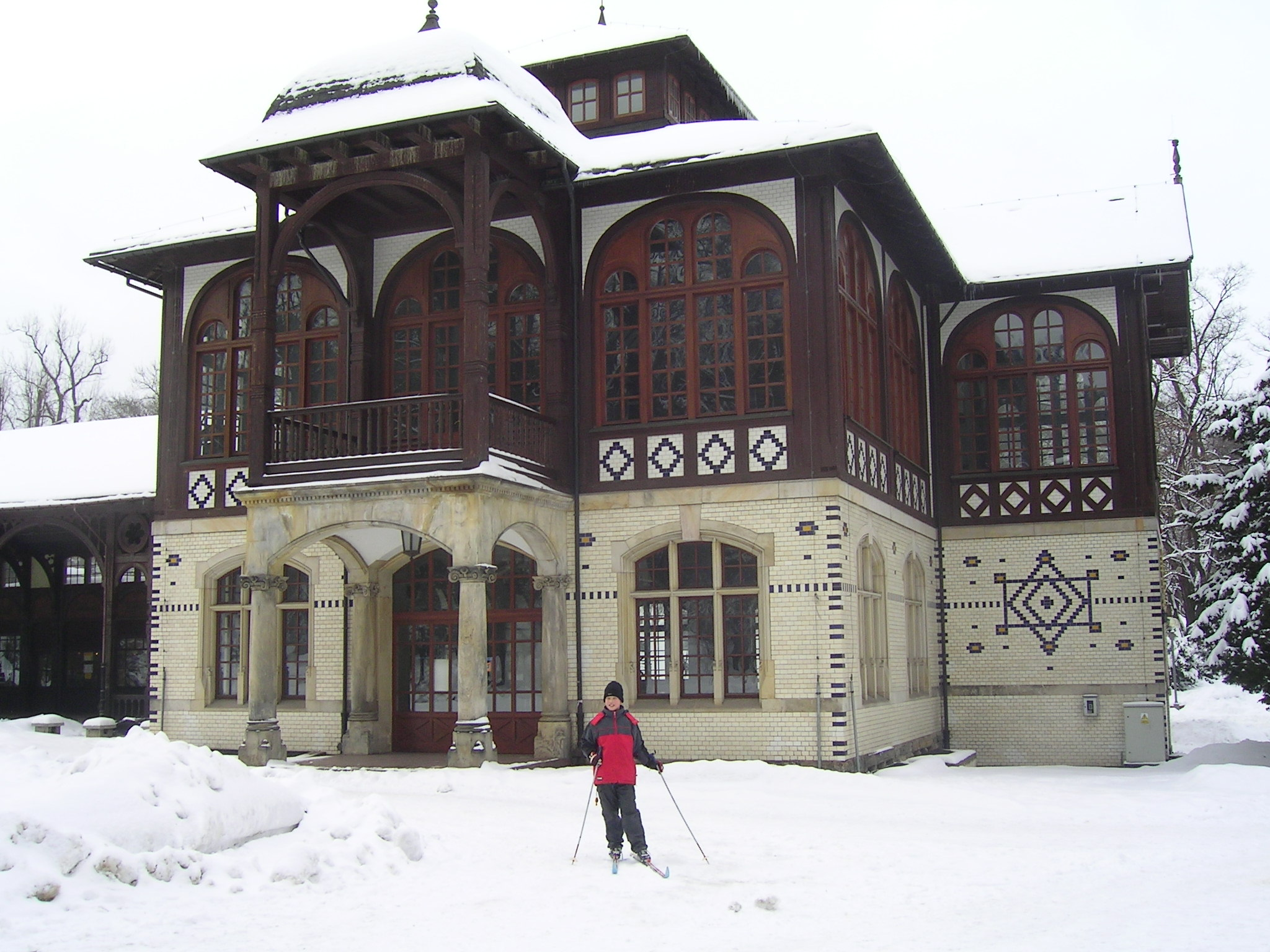
Szczawno-Zdrój, pijalnia uzdrowiskowa

- Kilkusetletni cis „Bolko”. Najstarszy cis w Sudetach. Rośnie w Pełcznicy, dzielnicy Świebodzic.
- Rezerwat przyrody Przełomy Pełcznicy pod Książem (gmina Świebodzice oraz Wałbrzych).
- Rezerwat przyrody Jeziorko Daisy w gminie wiejskiej Świdnica.

## Miejscowości z zabytkami i ciekawą historią
Wałbrzych, Bolków, Świebodzice, Szczawno-Zdrój, Dobromierz, Stare Bogaczowice

## Zabytki
zamek Książ, zamek w Bolkowie, zamek Cisy, zamek Świny, zamek Stary Książ, palmiarnia w Wałbrzychu, zamek Grodno, zapora na Jeziorze Bystrzyckim, Lisia sztolnia